# Willi Kowalj
Willi Kowalj (* 6. Februar 1943 in Berlin; † 1988) war ein deutscher Schauspieler.

## Leben
Kowalj wuchs als Sohn einer Russin und eines Deutschen in Berlin auf. Nach seiner Theaterausbildung folgten Anfang der 1960er-Jahre Bühnenverpflichtungen nach Coburg, Dortmund, Düsseldorf, München, Bad Hersfeld und Stuttgart. In Dortmund hatte er mit der Rolle des Romeo in Romeo und Julia in den 1960er-Jahren einen besonderen Erfolg, obwohl ihm das Fechten große Schwierigkeiten bereitet hatte.
Bekannt wurde er vor allem im Jahr 1971 mit der Rolle des Aloysius Pankburn in Der Seewolf. Später war er in der Serie PS (1979) dabei. Im Jahr 1979 spielte er in Hamburg unter Rudolf Noelte in Shaws Der Arzt am Scheideweg. Kowalj war auch in den Reihen Derrick und Der Alte zu sehen.
Nach Angaben seiner früheren Bühnenpartnerin Katerina Jacob starb Willi Kowalj im Jahr 1988 im Alter von 45 Jahren an AIDS.

## Filmografie
- 1967: König Lear
- 1969: Kabale und Liebe
- 1969: Im Auftrag der schwarzen Front
- 1970: Rebell in der Soutane
- 1970: Endspurt
- 1971: Die Zeit schreit nach Satire
- 1971: Der Seewolf
- 1971: Der Flaschenteufel
- 1971: Verschwörung in Ulm – Der Reichswehrprozess 1930
- 1972: Verrat ist kein Gesellschaftsspiel
- 1974: Telerop 2009 – Es ist noch was zu retten (Fernsehserie, 1 Folge)
- 1977: Derrick (Fernsehserie, 1 Folge)
- 1977: Die Dämonen
- 1977: Der Tag, an dem der Papst gekidnappt wurde
- 1979: PS (Fernsehserie, 4 Folgen)
- 1979: Der Alte (Fernsehserie, 1 Folge)
- 1979: Kümmert euch nicht um Sokrates
- 1981: Die Fahrt nach Schlangenbad
- 1983: Mondkräcker
- 1983: Geheimsender 1212
- 1987: Die Katrin wird Soldat
- 1987: Christian Rother – Bankier für Preußen